# Matthias Ziesing
Matthias Ziesing (* 1980 in Berlin) ist ein deutscher Schauspieler.

## Leben
Seine Schauspielausbildung absolvierte Matthias Ziesing an der Hochschule für Schauspielkunst „Ernst Busch“ Berlin, die er 2005 mit einem Diplom abschloss.
Seit 2002 nahm er zahlreiche Theater-, Film- und Fernsehengagements wahr. Einem breiten Fernsehpublikum wurde er in einigen Folgen der ZDF-Serien SOKO Wismar und SOKO Köln sowie in der Sat.1-Fernsehserie Unter den Linden – Das Haus Gravenhorst als Julius Gravenhorst bekannt.
Gegenwärtig lebt Matthias Ziesing in Berlin.

## Filmografie (Auswahl)
- 1987: Mensch Hermann als Sven Schindler
- 2006: SOKO Wismar, Nasser Tod (zwei Folgen)
- 2006: Unter den Linden – Das Haus Gravenhorst (13 Folgen)
- 2007: An die Grenze (Fernsehfilm)
- 2007: Großstadtrevier (zwei Folgen)
- 2008: Notruf Hafenkante – Filmriss
- 2008: Operation Walküre – Das Stauffenberg-Attentat
- 2008: 10 Sekunden
- 2009: Stubbe – Von Fall zu Fall: Im toten Winkel
- 2009: Ein Fall für zwei – Die Indizienfalle
- 2009: Tatort – Bluthochzeit
- 2009–2012: Der Dicke als Lars Meckel
- 2011: Tatort – Tödliche Ermittlungen
- 2012: Polizeiruf 110 – Raubvögel
- 2013: Alarm für Cobra 11 – Die Autobahnpolizei – Das Landei
- 2014: Helen Dorn – Das dritte Mädchen
- 2014: Tatort – Freigang
- 2014: Tatort – Blackout
- 2014: Dr. Klein (zwei Folgen)
- 2015, 2023: SOKO Stuttgart – Abflug, Nur 5 Stunden
- 2015: Notruf Hafenkante – Scheißtag
- 2015–2022: Die Kanzlei – 20 Folgen als Lars Meckel
- 2015: Das Gewinnerlos
- 2016: Der Bergdoktor (sieben Folgen)
- 2016: Katie Fforde – Die Frau an seiner Seite
- 2016: Katie Fforde – Mein Sohn und seine Väter
- 2017: Bettys Diagnose – als Jan Petersen
- 2017: Inga Lindström – Tanz mit mir
- 2017: In aller Freundschaft – Die jungen Ärzte – Unter falschen Voraussetzungen
- 2018: Der Staatsanwalt – Die Macht der Sterne
- 2018: In aller Freundschaft – Zweifel
- 2018: Der letzte Mieter – als Tobias Heine (auch Produzent und Story)
- 2018: Morden im Norden – Heilende Hände
- 2018–2019: Sankt Maik (2 Folgen als Karl Kruse)
- 2019: Mit der Tür ins Haus
- 2021: Marie fängt Feuer – Spiel des Lebens
- 2022: SOKO Köln – Über dem Gesetz
- 2022–2023: Lena Lorenz (7 Folgen)
- 2023: Paradise
- 2023: Malibu – Mein Traum, dein Traum
- 2024: SOKO Leipzig: Machtspiel
- 2024: Praxis mit Meerblick – Schiffbruch
- 2025: Frühling – Ich such dich!
- 2025: Frühling – Babyalarm